# Robert Harry Inglis Palgrave
Robert Harry Inglis Palgrave (Londra, 11 giugno 1827 – Bournemouth, 25 gennaio 1919) è stato un economista britannico, membro della Royal Society e della Royal Statistical Society.

## Biografia
Figlio dello storico e archivista Sir Francis Palgrave e di sua moglie Elizabeth Turner (figlia del banchiere Dawson Turner) era fratello del poeta Francis Turner Palgrave, di William Gifford Palgrave e di Sir Reginald Palgrave. Studiò presso la Charterhouse School e successivamente presso l'Università di Cambridge.
All'età di sedici anni, entrò a far parte della banca Williams, Deacon and Co. e nel 1845 cominciò a lavorare presso l'azienda del suocero, la Turner and Gurney a Yarmouth. A partire dal 1877 iniziò a collaborare come editorialista finanziario per l'Economist di cui divenne direttore alla morte di Walter Bagehot, ruolo ricoperto fino al 1883. Nel 1885 fece parte della Commissione governativa d'inchiesta sulla depressione del commercio e dell'industria.
Autore di importanti studi di ambito bancario e monetario fra il 1891 e il 1899 curò la pubblicazione del Dizionario di economia politica, al quale aggiunse un'appendice nel 1908, testo di riferimento e molto noto che ebbe una seconda edizione ampliata nel 1925, curata da Henry Higgs, dal titolo Palgrave's Dictionary of Political Economy. Curò inoltre la raccolta delle opere storiche di suo padre, dal titolo The Collected Historical Works of Sir Francis Palgrave.
Fu eletto membro della Royal Society nel giugno 1882.

## Opere
- The Local Taxation of Great Britain and Ireland, J. Murray, 1871. URL consultato il 15 settembre 2015.
- Notes on Banking in Great Britain and Ireland, Sweden, Denmark and Hamburg, J. Murray, 1873. URL consultato il 15 settembre 2015.
- An Analysis of the Transactions of the Bank of England for the Years 1844-72, E. Stanford, 1874. URL consultato il 15 settembre 2015.
- On the Influence of a Note Circulation in the Conduct of Banking Business, Statistical Society, 1877. URL consultato il 15 settembre 2015.
- Bank Rate in England, France, and Germany, 1844-1878, E. Wilson, 1880. URL consultato il 15 settembre 2015.
- Dictionary of Political Economy, Macmillan and Co., 1894-1899.
- Bank Rate and the Money Market in England, France, Germany, Holland, and Belgium: 1844-1900, J. Murray, 1903. URL consultato il 15 settembre 2015.